# Ingefær-ordenen
Ingefær-ordenen (Zingiberales) har følgende familier:
| Familier |

- Banan-familien (Musaceae)
- Costaceae
- Fiskeben-familien (Marantaceae)
- Heliconia-familien (Heliconiaceae)
- Ingefær-familien (Zingiberaceae)
- Kanna-familien (Cannaceae)
- Lowiaceae
- Paradisfugl-familien (Strelitziaceae)